# 舞 (日本)

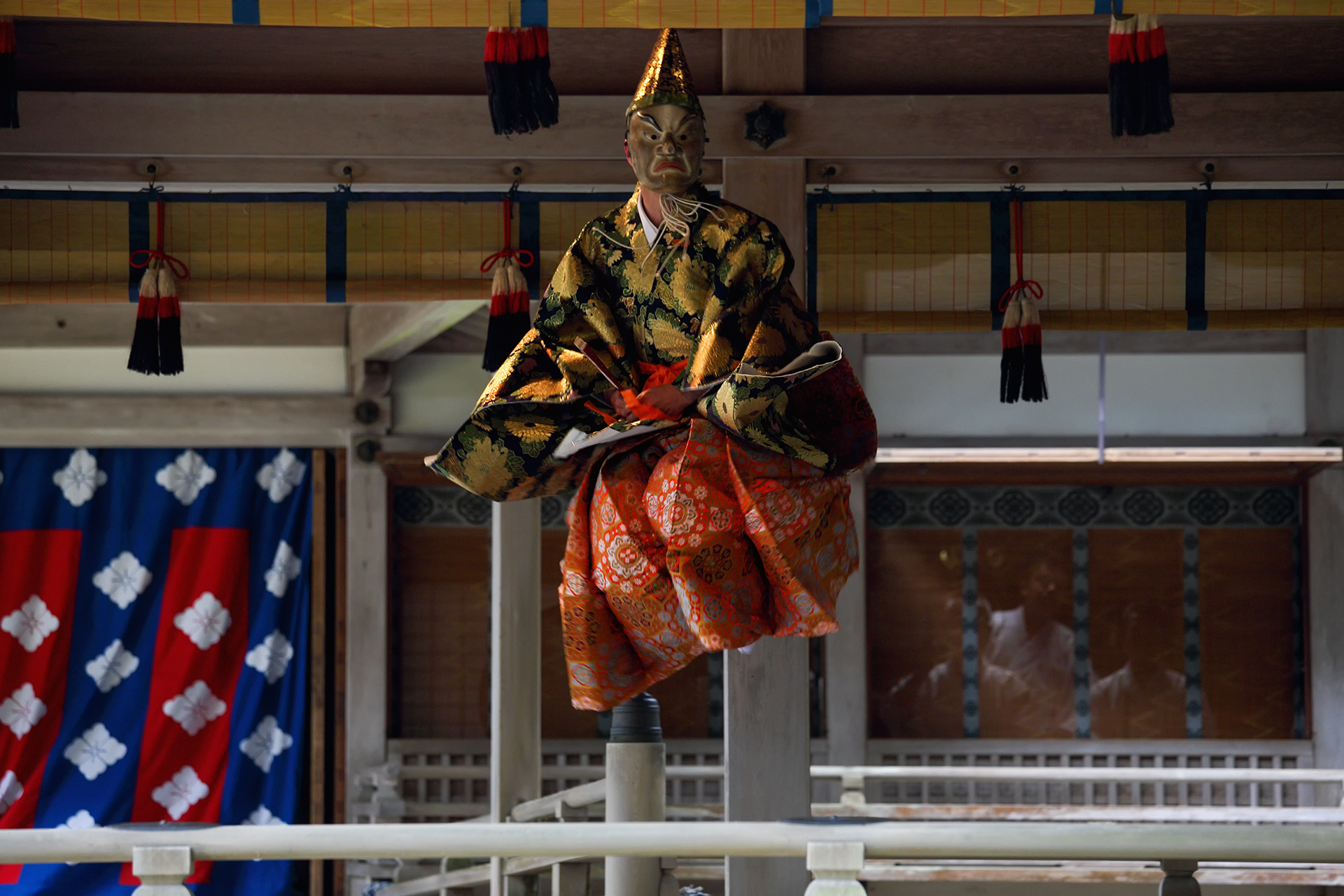
彌彥神社的舞樂「大大神樂」（大々神楽）

舞（日语：／ mai）是日本舞踊形式，以跟從旋律的旋迴運動為主。
舞本來與踊性質各異，舞以旋迴為要素，踊以跳躍為要素。舞自古有強烈的個人、藝術要素，踊為群舞、亂舞的集團形態，有強烈的生活要素。明治以前，舞與踊有明確區別，（舞蹈）譯成舞踊後便不加區別。

### 引用
1. ↑  池田 1968，第16頁.
2. 1 2   . 河出書房新社. 1961: 188.
3. ↑  池田 1968，第20頁.

### 來源
- 池田彌三郎（日语：池田弥三郎）.  . 民俗民藝雙書 (岩崎美術社). 1968-04.